# Ulysses Kay
Ulysses Simpson Kay (7. januar 1917 i Arizona – 20. maj 1995 i New Jersey USA) var en amerikansk komponist.
Kay studerede under Howard Hanson, Bernard Rogers og Paul Hindemith. Han skrev i neoklassisk stil, og har skrevet 2 symfonier, 5 operaer, kammermusik, kor og vokalmusik, og en del orkestermusik.

## Udvalgte værker
- Symfoni "Sinfonia" (1950) - for orkester
- Symphony nr. 1 (1967) - for orkester
- Koncert (1948) - for orkester
- "Fantasivariationer" (1963) - for orkester
- Chariots (19? ) – for orkester
- Suite (1947) - for strygeorkester
- "Jonglør af Vor Frue" (1956) - opera
- "Capitoline Venus" (1969) - opera
- "Jubilæum" (1974-1976) - opera
- "Frederick Douglass" (1979-1985) - opera
- 3 strygekvartetter (19?, 1956, 1961)